# Stichorkis monophylla
Stichorkis monophylla là một loài thực vật có hoa trong họ Lan. Loài này được Marg., Szlach. & Kulak mô tả khoa học đầu tiên năm 2008.